# Zabytki w Opolu

## Ważniejsze zabytki Opola
- Katedra Podwyższenia Krzyża Świętego (XV wiek)
- Kościół Świętej Trójcy (1309 r.)
- Kościół Matki Boskiej Bolesnej i św. Wojciecha (X wiek)
- Kościół św. Sebastiana (1696 r.)
- Kościół św. Aleksego (1421 r.)
- Kościół św. Piotra i Pawła
- Wieża Piastowska (ok. 1300 r.)
- Wieża Zamku Górnego (koniec XIV wieku)
- Ratusz (1864 r.)
- Domy przy Rynku – XVI – XVIII w.
- Wieża ciśnień (1896 r.)
- Stara Synagoga (1842 r.)
- cmentarz żydowski (1822 r.)
- gmach Poczty Polskiej
- gmach Urzędu Wojewódzkiego
- gmach Dworca Głównego
- pozostałości murów obronnych XIV, XVI i XIX w.

## Szczegółowy wykaz
- układ urbanistyczny, nr rej.: 149/55 z 19.01.1955 (wypis z księgi rejestru)[1]
- kościół katedralny pw. Świętego Krzyża, ul. Katedralna, XV, 1889, nr rej.: 763/64 z 3.04.1964
- kościół seminaryjny pw. św. Sebastiana, ul. św. Sebastiana, 1680, 1932, nr rej.: 1949/71 z 15.06.1971
- synagoga, ul. Szpitalna 1, 1840-41, nr rej.: 2154/87 z 6.03.1987
- zespół klasztorny dominikanów, ul. Mały Rynek, poł. XIV, pocz. XVII, 1931-1938:
- kościół par. pw. MB Bolesnej, nr rej.: 125/54 z 3.09.1954 (wypis z księgi rejestru)
- kaplica pw. św. Wojciecha, 1663, XX, nr rej.: 756/64 z 31.03.1964
- klasztor, ob. szpital, pl. Kopernika 11, poł. XIV, XIX, XX, nr rej.: 2370/97 z 20.05.1997
- zespół klasztorny franciszkanów, ul. Zamkowa / pl. Wolności, nr rej.: 764/64 z 5.04.1964: kościół pw. Świętej Trójcy, 1287-1329, XV/ XIX w.; klasztor, 1 poł. XIV-XX
- zespół szpitalny św. Aleksego, ul. Katedralna / Szpitalna 17: a) kaplica, 1421, k. XVII, XVIII, nr rej.: 765/64 z 3.04.1964 b) szpital, XVIII, 1865, 1912-1913, nr rej.: 2007/74 z 24.04.1974
- kolegium jezuickie, Mały Rynek 7, XVI, 1698, XVIII, XX, nr rej.: 156/56 z 4.03.1955 (wypis z księgi rejestru)
- kapliczka – dzwonnica, ul. Poprzeczna, 1860, nr rej.: A-143/2011 z 31.01.2011
- cmentarz, ul. Budowlanych / Harcerska, 2 poł. XIX, nr rej.: 216/89 z 25.08.1989 oraz kapliczka przydrożna
- cmentarz komunalny, ul. Wrocławska, 1813, XIX-XX, nr rej.: A-3/2001 z 15.05.2001 a) kaplica, 1902 b) ogrodzenie, XIX/XX
- cmentarz żydowski, ul. Graniczna (ul. Poniatowskiego), 1822, nr rej.: 223/89 z 6.11.1989 50°39′22″N 17°55′58″E/50,656111 17,932778
- cmentarz wojenny Armii Radzieckiej, ul. Katowicka, nr rej.: 143/86 z 10.09.1986
- park miejski i ogród zoologiczny – Wyspa Bolko, 1913, nr rej.: 291/1-2/93 z 2.03.1993
- park miejski Pasieka, 1840, XX, nr rej.: A-18 z 11.12.2002
- wieża zamku górnego, pl. Kopernika, k. XIV, XIX, nr rej.: 754/64 z 31.03.1964
- wieża zamku piastowskiego Na Ostrówku, 1300, XX, nr rej.: 188/56 z 20.01.1956 (wypis z księgi rejestru)
- mury obronne, 1300, XVI, XIX, ul. Nadbrzeżna, nr rej.: 755/64 z 31.03.1964 a) baszta Wilcza, ul. Mały Rynek, nr rej.: 753/64 z 31.03.1964
- zespół dworca PKP, ul. Krakowska, nr rej.: 2227/90 z 11.09.1990: a) budynek główny z przejściem podziemnym b) budynek hallu kasowego c) budynek zaplecza d) budynek pocztowo-telegraficzny e) tunele do peronów f) wiaty peronowe
- budynek komisariatu i więzienie, ul. Sądowa 4, k. XIX, nr rej.: 2298/92 z 29.06.1992
- zespół budynków Związku Polaków w Niemczech, ul. Kominka – Łangowskiego, nr rej.: 2095/84 z 15.06.1984: a) budynek d. wydawnictwa "Nowiny" b) budynek d. spółdzielni artykułów rolniczych "Rolnik" c) magazyn i stajnia (nie istnieją)
- dom (kamienica), ul. Armii Krajowej 6, 1903, nr rej.: 05/2001 z 23.10.2001
- dom, ul. Armii Krajowej 7, k. XIX, nr rej.: 2121/86 z 28.04.1986
- kamienica, ul. Armii Krajowej 16, 1905, nr rej.: 21/2003 z 2.04.2003
- dom, obecnie wycieczkowy PTTK, ul. Barlickiego 2a, drewniany, pocz. XX w. nr rej.: 2202/89 z 31.08.1989
- dom, obecnie ognisko plastyczne, ul. Barlickiego 15, k. XIX, nr rej.: 2234/94 z 20.09.1994
- willa, ul. Cmentarna 7a, mur.-szach., po 1920, nr rej.: A-2393/99 z 21.10.1999
- bank NBP, ul. Damrota 2, pocz. XX, nr rej.: 2041/78 z 15.11.1978
- kamienica, ul. Damrota 8, 1910, nr rej.: 10/2002 z 15.07.2002
- dom, ul. Damrota 10a, 1 ćw. XX, nr rej.: 2316/93 z 12.02.1993
- dom, ul. Grunwaldzka 5, 1890, nr rej.: 2257/91 z 9.05.1991
- willa, ul. Grunwaldzka 23, nr rej.: 2290/91 z 21.11.1991
- willa, ul. Grunwaldzka 25, XIX/XX, nr rej.: 2358/96 z 19.03.1996
- kamienica, ul. Kołłątaja 12, 1910, nr rej.: A-27/2004 z 30.01.2004 (dec. uchylona)
- dom, pl. Kopernika 3, nr rej.: 2210/90 z 20.03.1990
- dom, pl. Kopernika 4, nr rej.: 2211/90 z 20.03.1990
- dom, pl. Kopernika 5, nr rej.: 2212/90 z 20.03.1990
- 3 domy, pl. Kopernika 8, 9, 10, pocz. XX, nr rej.: 2002/73 z 17.04.1973
- dom, ul. Kopernika 15 (d. 7), pocz. XX, nr rej.: 2249/90 z 29.12.1990
- dom (elewacja frontowa), ul. Koraszewskiego 3, k. XIX, nr rej.: 2086/82 z 20.07.1982
- dom, ul. Koraszewskiego 7, XIX, nr rej.: 2220/90 z 12.06.1990
- dom, ul. Koraszewskiego 9, XIX, nr rej.: 2219/90 z 11.06.1990
- dom (elewacja frontowa), ul. Koraszewskiego 14, k. XIX, nr rej.: 2074/82 z 17.03.1982
- szkoła, ul. Kościuszki 14, XIX/XX, nr rej.: 2245/90 z 29.12.1990
- kamienica, ul. Kościuszki 17, 2 poł. XIX, nr rej.: A-2349/95 z 6.05.1995
- dom, ul. Kościuszki 25, 1913, nr rej.: A-2336/94 z 17.10.1994
- dom, ul. Krakowska 28, 1890, nr rej.: 2224/90 z 25.06.1990
- poczta, ul. Krakowska 46, 1854, nr rej.: 2036/78 z 13.07.1978
- starostwo, ul. Krakowska 53, 2 poł. XIX, nr rej.: 2042/79 z 8.01.1979
- dom, ul. Kropidły 1, 2 poł. XIX, nr rej.: 2255/91 z 29.04.1991
- dom opieki społecznej gminy ewangelickiej, ul. Kropidły 5, koniec XIX w., nr rej.: 2321/93 z 7.06.1993
- dom Villa Helena, ul. Kropidły 8, 1 poł. XX, nr rej.: A-2353/95 z 5.12.1995
- dom, ul. Książąt Opolskich 10, 2 poł. XIX, nr rej.: 2203/89 z 11.09.1989
- dom, ul. Książąt Opolskich 36 B, 1900, nr rej.: 2246/90 z 3.03.1991
- dom, ul. 1 Maja 7, 2 poł. XIX, nr rej.: 2091/82 z 14.12.1982
- dom, ul. 1 Maja 11, 1890, nr rej.: 2155/87 z 6.03.1987
- dom, ul. 1 Maja 13, 1890, nr rej.: 2164/87 z 27.05.1987
- dom, ul. 1 Maja 15, XIX/XX, nr rej.: 2158/87 z 30.04.1987
- dom, ul. 1 Maja 17, XIX/XX, nr rej.: 2159/87 z 30.04.1987
- dom, ul. 1 Maja 19, 1890, nr rej.: 2160/87 z 30.04.1987
- dom, ul. 1 Maja 21, ok. 1890, nr rej.: 2165/87 z 29.05.1987
- kamienica, ul. 1 Maja 31, XIX, pocz. XX, nr rej.: A-17/2002 z 27.11.2022
- dom, ul. 1 Maja 33, ok. 1900, nr rej.: 2173/87 z 15.09.1987
- dom, ul. Malczewskiego 4 (d. Przeskok), XVIII, XX, nr rej.: 1699/66 z 27.09.1966
- dom, ul. Matejki 4, k. XIX/XX, nr rej.: 2311/92 z 30.12.1992
- dom, ul. Matejki 6, nr rej.: 2262/91 z 13.03.1991
- dom, ul. Matejki 10, k. XIX/XX, nr rej.: 2312/92 z 30.12.1992
- dom, ob. Muzeum Jeńców Wojennych, ul. Minorytów 3, XVIII-XX, nr rej.: 2278/91 z 7.08.1991
- domek szwajcarski Grabówka, ul. Mozarta 7, drewn., k. XIX, nr rej.: A-2363/96 z 30.12.1996
- dom, ul. Niedziałkowskiego 5, k. XIX, nr rej.: 2225/90 z 29.06.1990
- dom, ul. Niedziałkowskiego 9, k. XIX, nr rej.: 2237/90 z 29.06.1990
- dom, ul. Niedziałkowskiego 18, 2 poł. XIX, nr rej.: 2253/90 z 28.12.1990
- dom, ul. Odrowążów 2, 1902, nr rej.: 2223/90 z 22.06.1990
- dom, ul. Osmańczyka 11 (d. Mondrzyka), XVIII-XX, nr rej.: 701/64 z 16.01.1964
- dom (kamienica), ul. Osmańczyka 16, XVIII, pocz. XX, nr rej.: A-I-07/2001 z 28.12.2001
- dom, ul. Ostrówek 19, nr rej.: 2230/90 z 20.07.1990
- dom, ul. Ozimska 8, pocz. XX, nr rej.: 2394/99 z 27.12.1999
- dom, ul. Ozimska 10 / Kołłątaja, l. 30 XIX, nr rej.: 2322/93 z 16.07.1993
- kamienica, ul. Ozimska 18, k. XIX, nr rej.: 2328/93 z 22.12.1993
- dom, ul. Ozimska 38, 1892/93, nr rej.: A-2333/94 z 1.10.1994
- dom, ul. Pasieczna 9, 2 poł. XIX, nr rej.: 2256/91 z 25.04.1991
- dom, ul. Piastowska 1-1a, XIX/XX, nr rej.: 2096/84 z 27.08.1984
- dom, ul. Piastowska 3, pocz. XX, nr rej.: 2222/90 z 6.07.1990
- gmach Rejencji, ob. Urząd Wojewódzki, ul. Piastowska 14-15, ok. 1930, nr rej.: 2284/91 z 26.09.1991
- dom kantora, ob. mieszkalny, ul. Piastowska 16, k. XIX, nr rej.: 2103/84 z 22.11.1984
- budynek rozgłośni PR i TV, ul. Piastowska 20, 2 poł. XIX, nr rej.: 2241/90 z 6.11.1990
- dom, ob. Biblioteka Wojewódzka, ul. Piastowska 22, XIX/XX, nr rej.: 2285/91 z 1.10.1991
- dom, ul. Piłsudskiego 10, k. XIX, nr rej.: 2118/85 z 27.12.1985
- budynek koszarowy, ul. Plebiscytowa 5, 1896-98, nr rej.: A-2372/97 z 11.08.1997
- dom, ul. Podgórna 1, 1890, nr rej.: 2319/93 z 18.03.1993
- dom, ul. Powstańców Śląskich 11, pocz. XX, nr rej.: 2248/90 z 18.12.1990
- dom, ul. Powstańców Śląskich 19, 2 poł. XIX, nr rej.: 2232/91 z 8.01.1991
- dom, ul. Powstańców Śląskich 22, k. XIX, nr rej.: 2231/90 z 20.07.1990
- dom, ul. Reymonta 7, nr rej.: 2266/91 z 8.07.1991
- dom, ul. Reymonta 9, nr rej.: 2221/90 z 5.07.1990
- dom (kamienica), ul. Reymonta 47, 4 ćw. XIX, nr rej.: A-2403 z 7.03.2001
- kamienica z oficyną, ul. Reymonta 49, 1914, nr rej.: A-08/2002 z 28.03.2002
- Dom Rybaka, ob. dom modlitwy Kościoła Chrystusowego, ul. Rybacka 5, k. XIX, nr rej.: 2109/85 z 23.04.1985
- zespół architektoniczny Rynku (36 domów), rekonstr. po 1950, nr rej.: 2337/94 z 12.10.1994
- dom Apteka Pod Lwem, Rynek 1, 1532, 1747, nr rej.: 751/64 z 31.03.1964
- dom, Rynek 10, 1618, XIX/XX, nr rej.: 589/59 z 12.10.1959
- brama domu, Rynek 17-19, nr rej.: 2325/93 z 20.09.1993
- dom, Rynek 30, 1621, XVIII, 1950, nr rej.: 52/48 (25/48) z 26.02.1948
- dom, Rynek 31, 1621, XVIII, 1950, nr rej.: 13/48 (17/48) z 10.04.1948
- dom, ul. Sądowa 1, k. XIX, nr rej.: 2077/82 z 11.06.1982
- dom, ul. Sądowa 3, k. XIX, nr rej.: 2078/82 z 15.06.1982
- dom, ul. Sądowa 5, k. XIX, nr rej.: 2079/82 z 22.06.1982
- dom, ul. Sądowa 7, k. XIX, nr rej.: 2080/82 z 22.06.1982
- dom, ul. Sądowa 9, k. XIX, nr rej.: 2081/82 z 22.06.1982
- dom, pl. Sebastiana 5, k. XIX, nr rej.: A-2340/94 z 15.12.1994
- dom, ul. Sempołowskiej 2, po 1811, nr rej.: 1971/72 z 17.11.1972
- dom, ul. Sempołowskiej 3, k. XIX, nr rej.: 2209/90 z 27.05.1990
- dom, ul. Sienkiewicza 1a, 1 poł. XIX, nr rej.: 2094/84 z 25.04.1984
- dom, ul. Sienkiewicza 34, ok. 1900, nr rej.: 2162/87 z 28.05.1987
- dom, ul. Spychalskiego 32, 1895/97, nr rej.: 2335/94 z 27.09.1994
- dom, ul. Staromiejska 12, 1860, nr rej.: 2204/89 z 11.09.1989
- Dom Kultury, ul. Strzelców Bytomskich 1, 2 poł. XIX, nr rej.: 2254/91 z 8.06.1991
- dom, ul. Strzelców Bytomskich 10, XIX/XX, nr rej.: 2244/90 z 26.11.1990
- domy, ul. Studzienna 1-3, XIX, nr rej.: 2061/81 z 20.01.1981
- dom, ul. Szpitalna 3, nr rej.: 2229/90 z 20.07.1990
- dom, ul. Szpitalna 5, 1860, nr rej.: 2163/87 z 28.05.1987
- dom, ul. św. Wojciecha 7, XIX, XX, nr rej.: 157/56 z 9.03.1955 (brak decyzji w NID)
- dom, ul. św. Wojciecha 10, nr rej.: 158/56 z 9.03.1955 (wypis z księgi rejestru) (nie istnieje ?)
- kamienica, ul. Wrocławska 2, XIX/XX, nr rej.: A-39/2005 z 26.04.2005
- dom, ob. Archiwum Państwowe, ul. Zamkowa 2, nr rej.: 2060/81 z 7.01.1981
- dom, ul. Żeromskiego 5, nr rej.: 2265/91 z 9.07.1991
- spichrz zbożowy, ul. Szpitalna 9, 1880, nr rej.: 2156/87 z 5.03.1987
- spichrz, ob. biuro projektów, ul. Szpitalna 17a, nr rej.: 2187/88 z 19.12.1988
- zespół fabryczny, ul. Marka z Jemielnicy 2, 1890: a) budynek biurowo-warsztatowy, nr rej.: 2200/89/90 z 10.07.1990 b) portiernia z wieżą strażniczą, nr rej.: 2201/89/90 z 3.09.1990 c) d. Pałac fabrykanta w Opolu, nr rej.: 2043/79 z 27.12.1979 d) ogrodzenie z bramami
- zespół wodociągów miejskich, ul. Oleska 66, 1896, nr rej.: 2076/82 z 3.06.1982: a) budynek pompowni b) wieża ciśnień c) komin d) – filtry "powolne" e) obudowa studni f) jaz stały, śluza mała na kanale Młynówka, ul. Piastowska, XIX/XX nr rej.: 2198/89 z 22.09.1989
- most dla pieszych na kanale Młynówka, ul. Piastowska – Mozarta, pocz. XX, nr rej.: 2313/92 z 23.12.1992
- wagonownia wachlarzowa na stacji Opole – Groszowice, ul. Popiełuszki 59, XIX/XX, nr rej.: A-132/2010 z 28.12.2010

## Tereny podmiejskie

### Opole – Bierkowice
- cmentarz, ul. Wrocławska, 2 poł. XIX, nr rej.: 215/89 z 25.08.1989
- kaplica, XVIII, nr rej.: 638/59 z 13.11.1959
- park etnograficzny, ul. Wrocławska 174, nr rej.: A-284/92 z 28.01.1992

### Opole – Gosławice
- cmentarz "Na Grobli", ul. Oleska, 2 poł. XIX, nr rej.: 214/89 z 17.08.1989
- kapliczka-dzwonnica, XVIII, nr rej.: 2035/78 z 21.04.1978

### Opole – Nowa Wieś Królewska
- cmentarz komunalny, kaplica i ogrodzenie; ul. Zielona, 1901-1902, nr rej.: 218/89 z 28.09.1989
- szkoła parafialna, pl. Kościelny, 1899, nr rej.: A-1/2001 z 20.05.2001
- zespół kościoła parafialnego, pl. Kościelny 2 a, nr rej.: A-165/2011 z 28.07.2011

### Opole – Półwieś
- cmentarz komunalny "Centralny", ul. Cmentarna: a) aleja zasłużonych, nr rej.: A-158/87 z 31.07.1987 b) dawny cmentarz gminny, nr rej.: A-157/87 z 31.07.1987 c) mogiła zbiorowa w alei zasłużonych, nr rej.: A-153/87 z 9.06.1987 d) mogiła zbiorowa w alei zasłużonych, nr rej.: A-154/87 z 9.06.1987
- kościół par. pw. św. Michała Archanioła, ul. Domańskiego, 1936-37, nr rej.: A-164/2011 z 8.07.2011